# Kees van Beijnum
Kees van Beijnum (Amsterdam, 21 maart 1954) is een Nederlands schrijver van romans en scenario's. Hij groeide op in de Amsterdamse Warmoesstraat, waar zijn moeder een café-hotel had, "Café-Hotel Centrum".

## Leven en werk
Voordat hij in 1991 begon met het schrijven van romans was Van Beijnum onder meer journalist. Het schrijverschap van Kees van Beijnum is veelzijdig. Van rauw realistisch (Over het IJ) tot teder nostalgisch (Dichter op de Zeedijk), van eigentijds (Oesters van Nam Kee) tot historisch (De offers).
In 1991 debuteerde Van Beijnum met Over het IJ, de op feiten gebaseerde reconstructie van een moord. Het boek schetst een portret van een "lower class" blank milieu.
Voor zijn tweede boek, Hier zijn leeuwen, maakte Van Beijnum in 1994 de overstap van faction naar fictie. De roman werd genomineerd voor de Debutantenprijs 1994. Dagblad Trouw nam het romandebuut op in zijn overzicht van de opmerkelijkste boeken van dat jaar.
Van Beijnums doorbraak naar het grote publiek volgde in 1995 met het semi-autobiografische Dichter op de Zeedijk, waarin de hoofdpersoon Constant Wegman veel van hemzelf weg heeft. De roman werd genomineerd voor de AKO Literatuurprijs. "Een groot en groots boek," aldus de jury. In 1999 volgde, naar een scenario van de auteur zelf, de verfilming van het boek door Gerrard Verhage. Dichter op de Zeedijk won de twee belangrijkste prijzen voor televisiedrama: het Gouden Kalf en het Gouden Beeld.
In 1998 verscheen De ordening, waarin Van Beijnum weer een geheel andere kant van zijn schrijverschap toont. Het boek werd vertaald in het Duits onder de titel Die Archivarin.
Van Beijnum bewerkte de roman zelf tot een scenario voor de televisiefilm die regisseur Pieter Kuijpers in 2003 maakte. De ordening werd genomineerd voor een Gouden Kalf.
In 2000 volgde de bestseller (135.000 verkochte exemplaren) De oesters van Nam Kee, bekroond met de F. Bordewijk-prijs voor beste roman. Het boek beleefde in 2001 een verfilming onder regie van Pollo de Pimentel.
Doordat zijn eerste vijf boeken zich geheel of grotendeels in de hoofdstad afspelen, bestempelden de media Van Beijnum tot "de chroniqueur van Amsterdam". Maar tot veler verrassing verplaatste hij in 2002 met zijn zesde titel, De vrouw die alles had, de arena van zijn verhalen naar de provincie en verder.
In 2004 verscheen Het verboden pad, dat zich voor een groot deel aan de kust van Bretagne afspeelt.
Paradiso, Van Beijnums boek dat in 2008 het licht zag, is gesitueerd in het oer-Hollandse landschap van dijken en vaarten, waar "geluksdeskundige" Mart Hitz samen met zijn vrouw en dochter in een verbouwde boerderij woont. Na een overstroming van de ringvaart verdwijnt Marts vrouw. Een duistere zoektocht volgt.
Het in 2010 verschenen Een soort familie is gesitueerd in de kop van Noord-Holland, op het voormalige eiland Wieringen. De roman over twee broers die opgroeien in een gezin dat zich fanatiek inzet voor de vredesbeweging werd genomineerd voor de AKO Literatuurprijs.
Voor De offers, verschenen in 2014, plaatst Van Beijnum zijn verhaal in Tokio, kort na de Tweede Wereldoorlog. Hij voert in het verslagen naoorlogse Japan drie personages op, onder wie een Nederlandse rechter die uitspraak moet doen over de grootste Japanse oorlogsmisdadigers. De offers werd vertaald in het Duits onder de titel Die Zerbrechlichkeit der Welt.
In het voorjaar van 2016, precies 25 jaar na zijn debuut, keert Van Beijnum met zijn roman Het mooie seizoen, die zich volledig afspeelt in het Amsterdam van vandaag, terug naar zijn geboortestad.

## De offers
In oktober 2014 verscheen het boek De offers bij De Bezige Bij. Deze historische roman gaat over een Nederlandse rechter die na de Tweede Wereldoorlog naar Japan wordt gestuurd om daar oorlogsmisdadigers te berechten. Het boek is gebaseerd op de geschiedenis van het Internationale Tribunaal voor het Verre Oosten, waarin namens Nederland de rechter mr. Bert Röling zitting had. In het boek heet de rechter Rem Brink. In de week van verschijnen schreef NRC Handelsblad dat er "commotie" was over het boek. Van Beijnum had voor het boek dagboekaantekeningen en brieven gebruikt die hij vertrouwelijk ter inzage kreeg van de zoon van Bert Röling. Volgens de zoon van Röling zou dit echter uitsluitend zijn ten behoeve van het schrijven van een filmscript. Hij maakte er in het artikel in NRC bezwaar tegen dat Van Beijnum de documenten zonder zijn medeweten gebruikte voor het schrijven van een roman. Hugo Röling was namelijk zelf bezig met het uitbrengen van een boek over zijn vader. Ook maakte hij er bezwaar tegen dat het boek van Van Beijnum passages bevat waarin de op zijn vader gebaseerde hoofdpersoon bordelen bezoekt en een vrouw zwanger maakt die hij achterlaat in Japan. Van Beijnum stelde vervolgens in NRC en Het Parool dat hij "misschien een paar kleine dingetjes" uit het materiaal van Hugo Röling heeft gebruikt. De Volkskrant noemt het op 13 december 2014 "de literaire rel van 2014" en schrijft dat Van Beijnum voor publicatie nog een aantal veranderingen heeft aangebracht in De offers om aan de opmerkingen van Röling tegemoet te komen. De biografie De rechter die geen ontzag had van Hugo Röling verscheen een dag voor de publicatie van De offers bij uitgeverij Wereldbibliotheek.

## Scenario's
- De langste reis - televisiefilm
- Dichter op de Zeedijk - televisiefilm
- De ordening - televisiefilm
- De zwarte meteoor - speelfilm
- De passievrucht - speelfilm
- De Heineken ontvoering - speelfilm
- The Tokyo Trials - televisieserie